# Der kleine Grenzverkehr (Roman)
Der kleine Grenzverkehr ist ein Roman von Erich Kästner, der 1938 erstmals unter dem Titel Georg und die Zwischenfälle erschien.

## Handlung
Der Berliner Schriftsteller Georg Rentmeister möchte sich im August 1937 mit seinem Freund Karl in Salzburg treffen, um mit ihm die Salzburger Festspiele zu besuchen. Die Devisenbestimmungen zwischen Deutschland und Österreich lassen zu dieser Zeit nur die Einfuhr von zehn Reichsmark monatlich zu. Da bei 30 Tagen 33,3333333 Pfennige pro Tag zu wenig zum Leben sind, beantragt Georg bei der Devisenstelle eine größere Summe. Diese wird ihm jedoch bis zu seiner Abreise nicht bewilligt, und Georg beschließt, den kleinen Grenzverkehr zu nutzen: Er mietet sich im Hotel Axelmannstein in Bad Reichenhall ein und pendelt von nun an täglich mit dem Bus nach Salzburg.
Seine zehn Reichsmark gibt Georg bereits am ersten Tag für Mozartkugeln, Ansichtskarten und Brezeln aus und ist daher nun auf das Geld seines Freundes Karl angewiesen, der in London wohnt und für den die strengen Devisenbestimmungen nicht gelten. Als Karl am nächsten Tag aufgrund eines Missverständnisses nicht zur Verabredung erscheint, kommt Georg in Bedrängnis, denn er kann seinen bereits ausgetrunkenen Kaffee nicht bezahlen. Er bittet das in der Nähe sitzende Fräulein Konstanze um Hilfe. Georg verliebt sich sofort in die junge Dame, die sich ihm als Stubenmädchen einer gräflichen Familie vorstellt. Die gräfliche Familie sei zurzeit auf Reisen und habe das Haus samt Personal während der Festspiele an reiche Amerikaner vermietet.
Konstanze und Georg verbringen ihre freie Zeit gemeinsam und Georg macht Konstanze alsbald einen Heiratsantrag, den sie glücklich annimmt. Doch dann teilt ihm Karl mit, dass er Konstanze am Vorabend im Casino mit einem anderen Mann gesehen habe. Beide wären sehr vertraut miteinander und wurden mit "Herr Graf" und "Komtesse" angeredet. Georg zieht sich enttäuscht ins Hotel zurück, wo bereits der andere Mann auf ihn wartet, der sich ihm schließlich als Konstanzes Bruder vorstellt und das Missverständnis aufklärt. Konstanze sei gar kein Stubenmädchen, sondern eine Adlige. Die gesamte Familie übernehme zurzeit die Rolle der Dienstboten einer amerikanischen Millionärsfamilie, die in ihrem Hause logiere. Der alte Graf, ein Amateurschriftsteller, habe sich diese Situationskomödie ausgedacht, um Ideen für sein neuestes Stück zu sammeln.
Georg wird ebenfalls in das Schloss und zur Teilnahme am Theaterstück eingeladen, um den nichtsahnenden Grafen und Vater Konstanzes vorzuführen. Als die amerikanische Familie die heimliche Liaison Georgs und Konstanzes aufdeckt, ist der alte Graf gezwungen, Konstanze zu „entlassen“, um nicht aus der Rolle zu fallen. Der vermeintlich empörte Georg entführt seine Konstanze; erst zwei Tage später kehren sie beide gemeinsam ins Schloss zurück und feiern mit der Familie die glückliche Verlobung. Die amerikanischen Millionäre klären unterdessen den verdutzten Grafen darüber auf, dass sie die ganze Zeit von der Komödie gewusst hätten. Als Georg schließlich wieder in Berlin ankommt, hat er eine Devisenbewilligung für die Sommerreise nach Salzburg in der Post.

## Stil
Erich Kästner schreibt in seiner Vorrede an die Leser (dem Vorwort der ersten Auflage), dass es sich bei dem Buch um das Tagebuch seines (fiktiven) Freundes Georg Rentmeister handele. Dieser sei selbst Schriftsteller, habe aber noch nie etwas veröffentlicht. Da ihm das Manuskript so gut gefallen habe, schickte er es an einen Verleger, der es schließlich veröffentlicht habe. Der Roman wird dementsprechend durch den Ich-Erzähler Georg Rentmeister erzählt. Die zumeist einfachen und kurzen Sätze werden syntaktisch mit wenigen stilistischen Mitteln wie beispielsweise Zeugmen („Diesmal wollen sie sich ihn und er soll sich einige Aufführungen anschauen“) oder Metaphern („Der Regen prasselte spöttisch gegen die Fenster“) angereichert.

## Hintergrund und Publikationsgeschichte
Erich Kästner erhielt 1933 von den Nationalsozialisten Publikationsverbot in Deutschland, durfte aber aufgrund der Erfolge seiner Übersetzungen im Ausland weiterhin publizieren, um dem devisenarmen Land Einnahmen zu verschaffen. Kästner, dessen Werke von nun an unter besonderer Beobachtung standen, widmete sich zunächst vor allem der Unterhaltungsliteratur. Er schrieb Der kleine Grenzverkehr im Sommer 1937, als Deutschland und Österreich durch Grenzpfähle voneinander getrennt waren. Als das Buch 1938 in der Schweiz erschien, gehörte Österreich bereits zum Deutschen Reich. Die Geschichte beruht auf Kästners eigenen Erfahrungen mit dem Grenzverkehr. 1937 traf er sich mit dem nach London emigrierten Freund und Illustrator Walter Trier bei den Salzburger Festspielen. Beide planten ein gemeinsames Buch, das zu den nächsten Salzburger Festspielen erscheinen sollte: Der kleine Grenzverkehr. Genau wie Georg Rentmeister mietete sich auch Kästner zu dieser Zeit in Bad Reichenhall ein, fuhr über Wochen in halbstündiger Busfahrt, über zwei Pass- und Zollkontrollen täglich nach Salzburg und war auf das Geld von Trier angewiesen. Das Buch wurde ein Publikumserfolg.
1942 erhielt Kästner eine Sondergenehmigung von Reichspropagandaminister Joseph Goebbels, unter dem Pseudonym „Berthold Bürger“ das Drehbuch für den Jubiläumsfilm zum fünfundzwanzigjährigen Bestehen der UFA zu schreiben. Nach anfänglicher Skepsis willigte Kästner ein und schlug die Verfilmung von Münchhausen vor. Nach diesem Erfolg verfasste Kästner auch ein Drehbuch für den kleinen Grenzverkehr. Die Ufa besetzte den Film mit Willy Fritsch und Hertha Feiler. Als Hitler erfuhr, wer sich hinter dem Pseudonym Berthold Bürger verbarg, ließ er den Namen streichen und verhängte ein endgültiges und umfassendes Schreibverbot.

## Verfilmungen
- Der kleine Grenzverkehr (1943), Regie: Hans Deppe (mit Willy Fritsch und Hertha Feiler)
- Salzburger Geschichten (1956), Regie: Kurt Hoffmann (mit Marianne Koch und Paul Hubschmid)

## Hörspiele
- 1949: Der kleine Grenzverkehr. Produktion: RIAS; Regie: Barbara Bienert, mit Fritz Wagner und Hilde Volk; Abspieldauer: 51'55 Minuten. Das Tondokument ist noch vorhanden.
- 1951: Der kleine Grenzverkehr. Produktion: ORF; Regie: Edwin Zbonek

## Hörbuch
- Der kleine Grenzverkehr (2003). Gelesen von Gerd Wameling. Ungekürzte Ausg. [1 CD]. Deutsche Grammophon. ISBN 3-8291-0862-1